# North Ice
North Ice oder Northice ist der Name der Überwinterungsstation der von James Simpson (1911–2002) geleiteten Britischen Nordgrönlandexpedition (1952–1954) auf dem Scheitel des grönländischen Inlandeises. Die Koordinaten der Station waren 78° 4′ 0″ N, 38° 29′ 0″ W, bei einer Höhe von 2345 m.
Bei der Station wurde am 9. Januar 1954 die niedrigste jemals in Grönland gemessene Temperatur aufgezeichnet: −65,9 °C.